# Губаневі
Губаневі або зеленушкові (Labridae) — родина морських риб, багато з яких яскраво забарвлені. Раніше також використовувався інший варіант написання української назви родини — губаньові, однак напис назви був змінений згідно з сучасними правилами української орфографії.
Родина є великою і різноманітною, містить більш як 600 видів, що належать до 82 родів. Зазвичай дрібні, більшість менша за 20 см довжиною, але деякі, такі як Cheilinus undulatus, сягають 2,5 м. Живляться крупними та дрібними безхребетними.
Поширені в Атлантичному, Індійському і Тихому океанах, зазвичай на мілинах, між коралових рифів і прибережних скель, де мешкають недалеко від субстрату.

## Роди
- Acantholabrus
- Achoerodus
- Ammolabrus
- Anampses
- Anchichoerops
- Austrolabrus
- Bodianus
- Centrolabrus
- Cheilinus
- Cheilio
- Choerodon
- Cirrhilabrus
- Clepticus
- Conniella
- Coris
- Ctenolabrus
- Cymolutes
- Decodon
- Diproctacanthus
- Doratonotus
- Dotalabrus
- Epibulus
- Eupetrichthys
- Frontilabrus
- Gomphosus
- Halichoeres
- Hemigymnus
- Hologymnosus
- Iniistius
- Julichthys
- Labrichthys
- Labroides
- Labropsis
- Labrus
- Lachnolaimus
- Lappanella
- Larabicus
- Leptojulis
- Macropharyngodon
- Malapterus
- Minilabrus
- Nelabrichthys
- Notolabrus
- Novaculichthys
- Novaculoides
- Ophthalmolepis
- Oxycheilinus
- Oxyjulis
- Paracheilinus
- Parajulis
- Pictilabrus
- Polylepion
- Pseudocheilinops
- Pseudocheilinus
- Pseudocoris
- Pseudodax
- Pseudojuloides
- Pseudolabrus
- Pteragogus
- Semicossyphus
- Stethojulis
- Suezichthys
- Symphodus
- Tautoga
- Tautogolabrus
- Terelabrus
- Thalassoma
- Wetmorella
- Xenojulis
- Xiphocheilus
- Xyrichtys